# آندره ریو
آندره لیون ماری نیکولاس ریو (به هلندی: André Léon Marie Nicolas Rieu) (زادهٔ ۱ اکتبر ۱۹۴۹ در ماستریخت) نوازندهٔ ویلن و رهبر ارکستر هلندی است. او بیشتر برای ایجاد گروه ارکستر یوهان اشتراوس شناخته می‌شود.
وی مارش ایرانی اثر یوهان اشتراوس، همچنین در بازار ایرانی، یکی از معروف‌ترین ساخته‌های آهنگساز انگلیسی، آلبرت کتلبی را بارها به زیبایی نواخته‌است.

## زندگی
آندره ریو در یک خانوادهٔ مسیحی، که همگی موسیقی‌دان بودند، متولد شد. پدرش رهبر ارکستر بود و آندره نزد او از ۵سالگی شروع به نواختن پیانو و ویلن کرد و در نوجوانی با اجرای قطعهٔ والس، ذوق و استعداد خود را نشان داد. او بعدها به‌عنوان یک ویولنیست به ارکستر سمفونی لیمبورخ پیوست.
آندره ریو یادگیری ویلن را در کنسرواتوار سلطنتی لیژ و آکادمی موسیقی ماستریخت ادامه داد. وی همچنین در آکادمی موسیقی بلژیک نیز زیر نظر آندره گرتلر درس گرفت و توانست درجهٔ پریمیر پریکس (Premier Prix) را از کنسرواتوار سلطنتی بروکسل بگیرد.

## سرود مهتاب
آلبوم سرود مهتاب یکی از بهترین کارهای اوست. آندره ریو در سال ۱۹۸۷ ارکستر سمفونی یوهان اشتراوس را با ۱۲ نفر تأسیس کرد و اکنون بین ۸۰ تا ۱۵۰ نفر موزیسین با او همراهی می‌کنند.
آندره ریو و ارکستر اشتراوس قطعات کلاسیک و موزیک والس را به تورهای بین‌المللی برده و به‌عنوان یکی از موفق‌ترین گروه‌های کلاسیک دنیا شناخته می‌شوند. بازنوازی قطعه‌های مشهور کلاسیکِ او در حدود ۱۰ میلیون نسخه در ۳۰ کشور دنیا ارائه شده‌است.
وی با یک ویولون قدیمی، که در سال ۱۶۶۷ ساخته شده، می‌نوازد.
آندره ریو چندین جایزهٔ بین‌المللی، ازجمله دو بار World Music Awards گرفته‌است. آلبوم زیبای سرود مهتاب نامزد دریافت جایزهٔ Classic BRIT Award در سال ۲۰۱۱ و برندهٔ جایزهٔ Classic FM برای بهترین آلبوم سال ۲۰۱۱ شده‌است.

## شماری از آلبوم‌های آندره ریو
- Maastricht Salon Orkest – Serenata (1984)
- Hieringe biete 1 (1989)
- D'n blauwen aovond (1992)
- Merry Christmas (1992)
- Strauss & Co (1994)
- The Vienna I Love (1995)
- In Concert (1996)
- Strauss Gala (1997)
- The Christmas I Love (اکتبر ۱۹۹۷)
- Romantic Moments (1998)
- 100 Years of Strauss (1999)
- Fiesta! (اکتبر ۱۹۹۹)
- La vie est belle (2000) – Berlin
- Musik zum Träumen (Dreaming) (2001)
- Live at the Royal Albert Hall (آوریل ۲۰۰۲)
- Love Around the World (نوامبر ۲۰۰۲)
- Gala Concert (دسامبر ۲۰۰۲) – Hamburg
- Romantic Paradise (سپتامبر ۲۰۰۳) – Cortona, Italy
- Live in Dublin (اکتبر ۲۰۰۳)
- André Rieu at the Movies (مارس ۲۰۰۴)
- The Flying Dutchman (ژوئیه ۲۰۰۴)
- Live in Tuscany (سپتامبر ۲۰۰۴)
- Songs from My Heart (2005)
- Roses from the South (ژوئن ۲۰۰۵) – Mainau, Germany
- New Year's Eve in Vienna (اکتبر ۲۰۰۵)
- Auf Schönbrunn (ژوئیه ۲۰۰۶) – Vienna)
- Christmas Around the World (اکتبر ۲۰۰۶)
- New York Memories (نوامبر ۲۰۰۶) – Radio CityNY
- The 100 Most Beautiful Melodies (مه ۲۰۰۷) – Australian Albums: No.2
- Masterpieces (سپتامبر ۲۰۰۷) – Australian Albums: No.9
- In Wonderland (نوامبر ۲۰۰۷) – Efteling, Nederland
- Waltzing Matilda (آوریل ۲۰۰۸) – Australian Albums: No.1
- Live in Vienna (سپتامبر ۲۰۰۸)
- Ich tanze mit dir in den Himmel hinein (اکتبر ۲۰۰۸) – Wedding, Semper Opera, Dresden
- Live in Maastricht II (نوامبر ۲۰۰۸)
- Live in Australia (دسامبر ۲۰۰۸) – Australian Albums: No.14
- You'll Never Walk Alone (مه ۲۰۰۹) – Australian Albums: No.2
- Live in Maastricht III (۸ سپتامبر ۲۰۰۹)
- I Lost My Heart in Heidelberg (۲۹ سپتامبر ۲۰۰۹) – with the Berlin Comedian Harmonists
- The Very Best of André Rieu (اکتبر ۲۰۰۹) – Australian Albums: No.23
- Forever Vienna (دسامبر ۲۰۰۹) – UK: #2, IRE: No.4
- You Raise Me Up – Songs for Mum (مه ۲۰۱۰) – Australian Albums: No.8
- My African Dream (اوت ۲۰۱۰) – South Africa
- Live in Maastricht IV (سپتامبر ۲۰۱۰)
- Moonlight Serenade (نوامبر ۲۰۱۰) – Australian Albums: No.17
- And the Waltz Goes On (2011)
- Live in Brazil (2012)
- Home for Christmas (۱۱ دسامبر ۲۰۱۲)
- Live in Maastricht VI (اکتبر ۲۰۱۳) – 25th anniversary
- Nuits magiques (نوامبر ۲۰۱۳)
- Love Letters (فوریه ۲۰۱۴)
- Les mélodies du bonheur (مه ۲۰۱۴)
- Un amour à Venise (نوامبر ۲۰۱۴)